# Кайк
Кайк (арм. Կայք) — село в Арагацотнской области Армении.

## География
Село расположено в северной части марза, на расстоянии 29 километров к северо-северо-западу (NNW) от города Аштарак, административного центра области. Абсолютная высота — 1850 метров над уровнем моря.
Климат
Климат характеризуется как умеренно холодный, влажный (Dfb в классификации климатов Кёппена).

## Население
| Год переписи | Население          | Население          | Население          | Население            | Население            | Население            |
| Год переписи | Наличное население | Наличное население | Наличное население | Постоянное население | Постоянное население | Постоянное население |
| Год переписи | Всего              | Мужчины            | Женщины            | Всего                | Мужчины              | Женщины              |
| ------------ | ------------------ | ------------------ | ------------------ | -------------------- | -------------------- | -------------------- |
| 2001         | 497                | 245                | 252                | 554                  | 282                  | 272                  |
| 2011         | 432                | 231                | 201                | 441                  | 236                  | 205                  |